# فانيتى فير (فلم)
فانيتى فير (بالإنجليزية: Vanity Fair) هو فيلم كوميدي تم إنتاجه في المملكة المتحدة والولايات المتحدة وصدر في سنة 2004. الفيلم من إخراج ميرا ناير من بطولة ريس ويذرسبون وجوناثان ريس مايرز وغابريل بيرن وبوب هوسكينز ورومولا غاري.

## القصة
في وقت ما من القرن من القرن التاسع عشر وفي لندن بالتحديد يأخذنا الفيلم الذي يسلط الأضواء على بيكي شارب (ريس ويذرسبون) التي تتمنى أن تترك حياة الفقر والتشرد اللتان تعيشهما وتتسلق السلم الاجتماعي مهما كان الثمن، ولأجل تحقيق غايتها تصادق اميليا(رومولا غاري) ابنة التاجر الثري، وتحصل عن طريقها على عمل لدى اللورد(بوب هاسكينز) كمربية للأطفال حيث تلتقي هناك بألايس(جايمس بيورفوي) والذي يساعدها على تحقيق ما تتمناه.

## الميزانية والإيرادات
بلغت تكلفة إنتاج الفيلم حوالي 23 مليون دولار بينما حقق أرباحا تقدر بـ 19463185 دولار.

## وصلات خارجية
- مقالات تستعمل روابط فنية بلا صلة مع ويكي بيانات